# 帕西翁河

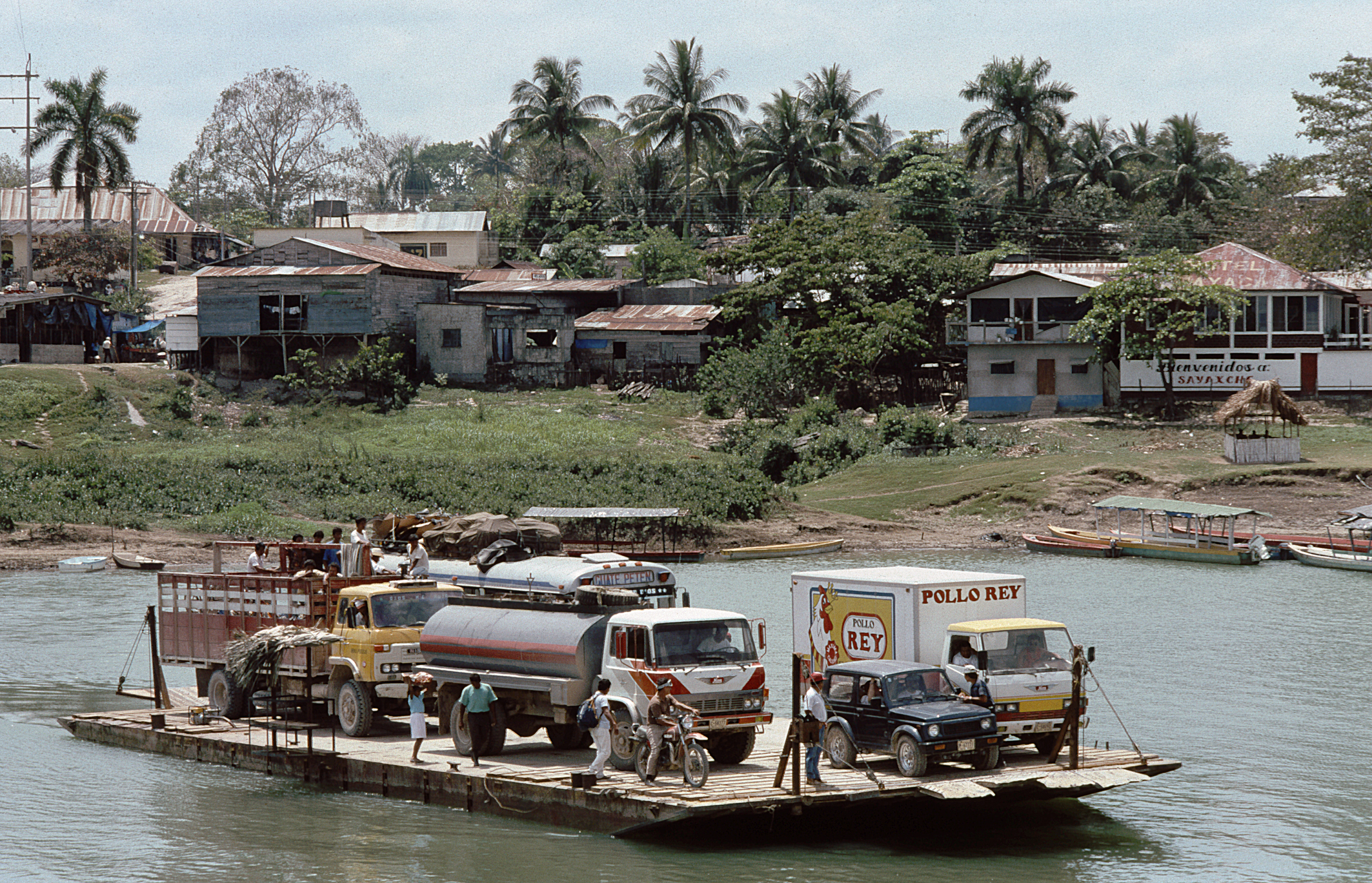
帕西翁河

帕西翁河（西班牙語：Río La Pasión）是危地馬拉的河流，位於該國北部低地，河道全長354公里，流域面積12,156平方公里，發源自上維拉帕斯省北部山脈，最終注入烏蘇馬辛塔河。